# Regiomontanus

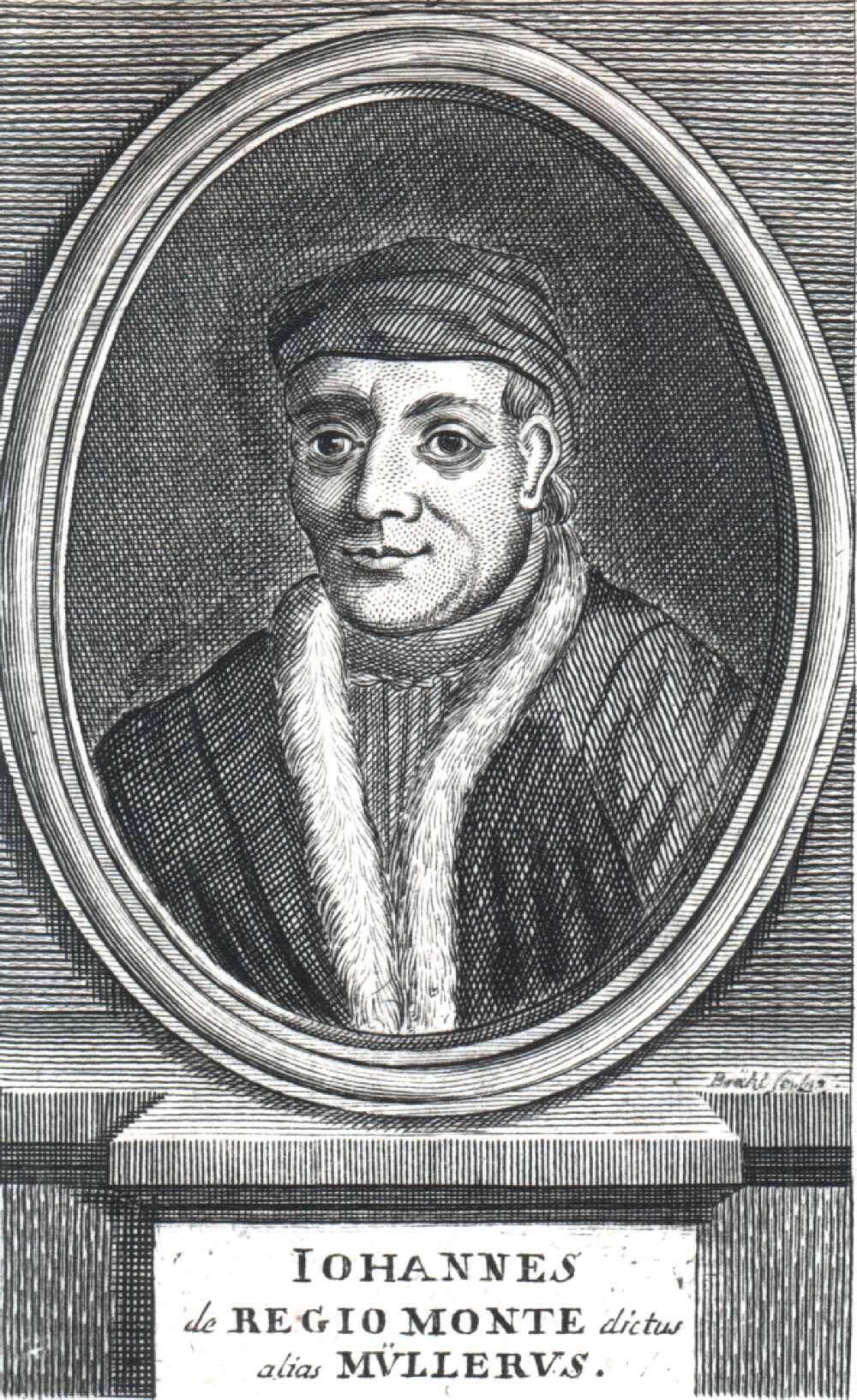
Regiomontanus (1436-1476)

Regiomontanus (n. 6 iunie 1436 în satul Unfinden de lângă Königsberg, Bavaria - d. 6 iulie 1476 Roma; nume real: Johannes Müller von Königsberg) a fost un matematician, astronom și astrolog german.

## Date biografice

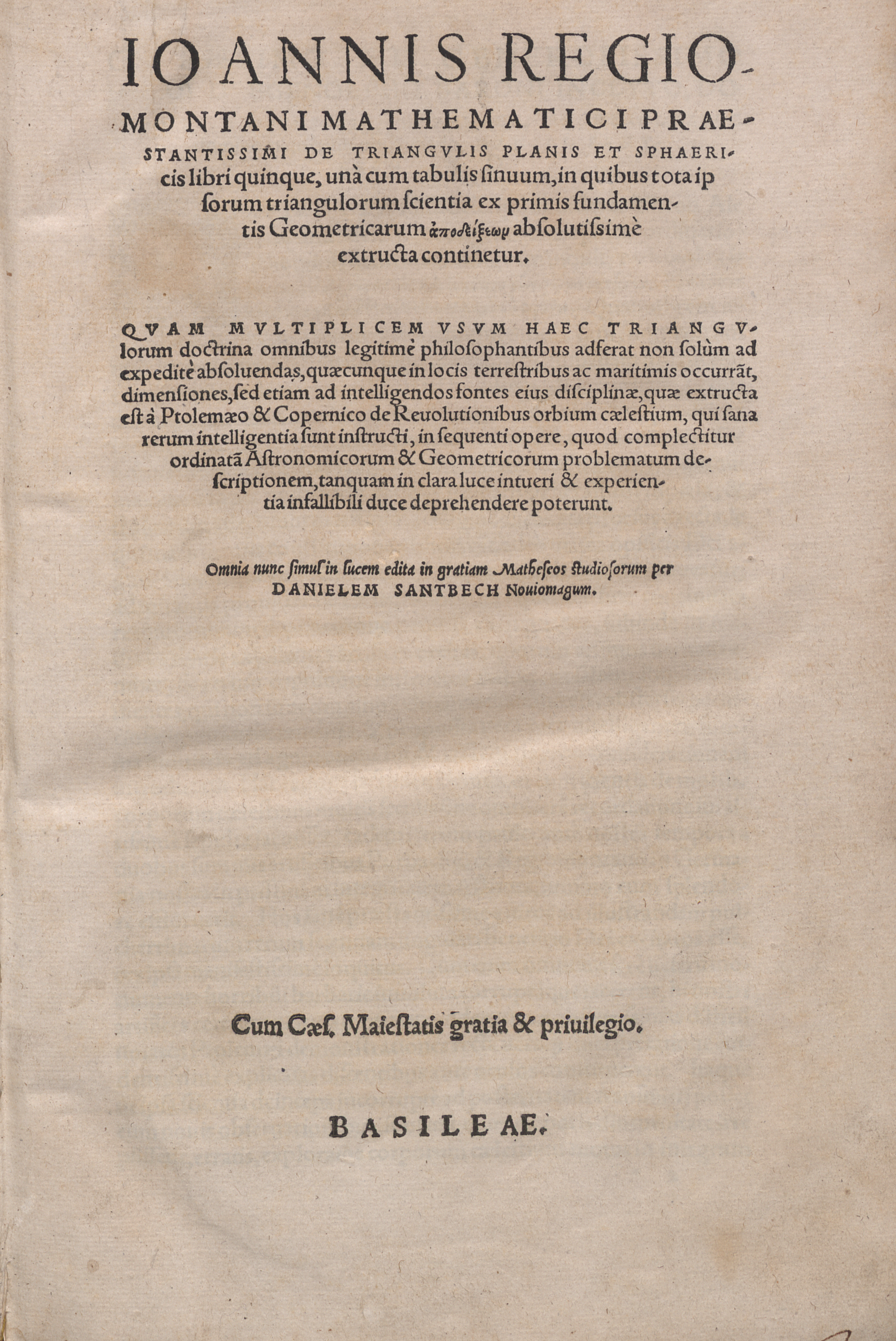
De triangulis planis et sphaericis libri

L-a avut ca profesor pe Georg von Peuerbach. În 1464 a publicat tratatul său de trigonometrie plană și sferică, „De triangulis omnimodis”, iar ulterior „Rezumatul”, un comentariu la Almageste (început de Peurbach), lucrări care au exercitat o influență deosebită asupra urmașilor.
A fost astronom la curtea lui Matei Corvin, în Ungaria.
În 1471 s-a mutat la Nürnberg unde a construit primul observator din Germania și probabil primul din Europa. A observat cometa din 1472, denumită ulterior cometa Halley, despre care a scris un opuscul special. Tot aici a publicat o serie de efemeride pentru perioada 1475 - 1504. Este de remarcat că aceste efemeride i-au venit în ajutor lui Cristofor Columb, care în 1504 a reușit să-i convingă pe băștinașii din Jamaica să-i dea alimente pentru echipajul său prezicând eclipsa de Lună de la 29 februarie din acel an. Fără tabelele sale de calcul a poziției stelelor, Cristofor Columb și Amerigo Vespucci n-ar fi putut întreprinde călătoriile lor maritime.
În 1475 Regiomontanus a fost chemat la Roma de către Papa Sixtus al IV-lea. Acesta l-a numit episcop de Regensburg și i-a încredințat plănuita reformă a calendarului iulian.
La o lună după ce a împlinit 40 de ani a murit pe când se afla încă la Roma. Cauza morții este necunoscută, se bănuiește că fie s-a îmbolnăvit de ciumă, fie a fost otrăvit.